# Guldborg Chemnitzová
Marie Guldborg Chemnitzová (nepřechýleně Marie Guldborg Chemnitz; 27. ledna 1919, Qassimiut – 2003) byla grónská tlumočnice, místní politička a bojovnice za práva žen.

## Životopis

### Mládí a studia
Guldborg se narodila jako nejstarší dítě tlumočníka Jørgena Chemnitze (1890–1956) a bojovnice za práva žen Vilhelmine Else Kathrine Dorthe Josefsenové (1894–1978). Režisér Jørgen Chemnitz (1923–2001) a politik Lars Chemnitz (1925–2006) byli její bratři.
V její rodině se i díky matčině politické činnosti kladl velký důraz na vzdělání. Když se chtěla naučit dánsky, byla v roce 1934 předána do dánské rodiny, kde se seznámila s jejich kulturou a jazykem. V letech 1936 až 1938 navštěvovala Efterskole v Aasiaatu. V té době nebylo v Grónsku středoškolské vzdělání pro dívky příliš rozšířené a dívčí škola otevřená o dva roky dříve byla určena pouze pro elitu. V roce 1938 byla poslána do Dánska na další vzdělávání, které organizoval výbor pro vzdělávání grónských dívek podle evropských standardů. Kvůli druhé světové válce však nemohla dokončit své vzdělání a v roce 1939 se vrátila do Grónska.

### Překladatelkou
7. června 1942 provdala za dánského pomocníka chovatele ovcí Finna Christoffersena, syna obchodníka Hanse Petera Christoffersena a jeho ženy Ane Hansine Hansenové. Z manželství, které bylo rozvedeno v roce 1954, vzešly čtyři děti: Naja Annie (*1943), Ejvind Axel (*1944), Diane Annette (*1945) a Bjørn (*1946), který však zemřel ještě jako kojenec. Zdokonalila se v dánštině a v roce 1948 byla zaměstnána jako tlumočnice na právní expedici, ale působila také jako kulturní mediátorka a asistentka výzkumu. Vedoucí průzkumu Verner Goldschmidt ji znal díky jejímu otci, který pomáhal s rozhlasovým pořadem o grónském právním systému. Po expedici získala práci u nejvyššího soudu Grónska jako tlumočnice a soudní zapisovatelka.
V roce 1958 se stala tlumočnicí ve výboru pro sociální výzkum, který vedl Verner Goldschmidt. V roce 1964 složila jako první grónská žena a třetí Gróňanka v historii překladatelskou zkoušku. V letech 1964 až 1968 pracovala jako překladatelka na ministerstvu Grónska, v letech 1968–1972 na sekretariátu Grónské zemské rady a v letech 1972–1975 opět ve Výboru pro sociální výzkum.

### Politické působení
V roce 1948 získaly ženy v Grónsku volební právo a v roce 1951 Guldborg Chemnitz kandidovala do městské rady v Nuuku. Jako první žena byla zvolena do obecního zastupitelstva a setrvala v něm až do roku 1954. Teprve v roce 1983 kandidovala znovu - za Atassut - a následně působila mimo jiné jako druhá místostarostka. Byla členkou mnoha výborů.
Společně s dalšími vydala několik publikací na sociologická, právní či politická témata týkající se žen, přednášela o nich nebo publikovala články v novinách a časopisech. Chemnitz, která se prostřednictvím své matky setkala s ženským hnutím, byla také aktivní bojovnicí za práva žen. V roce 1965 byla jmenována zástupkyní Grónska v Dánské ženské komisi. V roce 1975 byla zástupkyní Grónska na konferenci OSN o ženách v Mexico City. V letech 1979 až 1982 byla předsedkyní celogrónského ženského sdružení APK v Nuuku.
Guldborg Chemnitz zemřela roku 2003.